# Olaf Wieghorst
Olaf Wieghorst (* 30. April 1899 in Viborg, Dänemark; † 27. April 1988 in El Cajon, Kalifornien) war ein US-amerikanischer Maler.

## Leben
Olaf Wieghorst stammte aus Dänemark und wanderte 1918 in die USA aus, wo er den Rest seines Lebens verbrachte. 1923 bis 1944 arbeitete er als Polizist in New York. 1945 ließ er sich in El Cajon nieder. Wieghorst malte insbesondere Motive aus dem amerikanischen Westen im Stile von Frederic Remington und Charles M. Russell.
Er trat zudem in zwei Western, MacLintock (1963) und El Dorado (1966), mit John Wayne in Nebenrollen auf.